# Фрутвилл (Флорида)
Фрутвилл (англ. Fruitville) — статистически обособленная местность, расположенная в округе Сарасота (штат Флорида, США) с населением в 12 741 человек по статистическим данным переписи 2000 года.

## География
По данным Бюро переписи населения США статистически обособленная местность Фрутвилл имеет общую площадь в 18,13 квадратных километров, водных ресурсов в черте населённого пункта не имеется.
Статистически обособленная местность Фрутвилл расположена на высоте 9 м над уровнем моря.

## Демография
По данным переписи населения 2000 года в Фрутвиллe проживало 12 741 человек, 3483 семьи, насчитывалось 5176 домашних хозяйств и 5476 жилых домов. Средняя плотность населения составляла около 702,76 человек на один квадратный километр. Расовый состав населённого пункта распределился следующим образом: 95,64 % белых, 1,31 % — чёрных или афроамериканцев, 0,17 % — коренных американцев, 1,18 % — азиатов, 0,01 % — выходцев с тихоокеанских островов, 0,84 % — представителей смешанных рас, 0,86 % — других народностей. Испаноговорящие составили 4,07 % от всех жителей статистически обособленной местности.
Из 5176 домашних хозяйств в 31,0 % воспитывали детей в возрасте до 18 лет, 55,4 % представляли собой совместно проживающие супружеские пары, в 8,2 % семей женщины проживали без мужей, 32,7 % не имели семей. 25,7 % от общего числа семей на момент переписи жили самостоятельно, при этом 9,2 % составили одинокие пожилые люди в возрасте 65 лет и старше. Средний размер домашнего хозяйства составил 2,42 человек, а средний размер семьи — 2,93 человек.
Население статистически обособленной местности по возрастному диапазону по данным переписи 2000 года распределилось следующим образом: 23,0 % — жители младше 18 лет, 7,1 % — между 18 и 24 годами, 31,3 % — от 25 до 44 лет, 24,1 % — от 45 до 64 лет и 14,4 % — в возрасте 65 лет и старше. Средний возраст жителей составил 39 лет. На каждые 100 женщин в Фрутвиллe приходилось 94,8 мужчин, при этом на каждые сто женщин 18 лет и старше приходилось 91,0 мужчин также старше 18 лет.
Средний доход на одно домашнее хозяйство статистически обособленной местности составил 51 449 долларов США, а средний доход на одну семью — 58 300 долларов. При этом мужчины имели средний доход в 37 620 долларов США в год против 30 317 долларов среднегодового дохода у женщин. Доход на душу населения статистически обособленной местности составил 51 449 долларов в год. 4,8 % от всего числа семей в населённом пункте и 4,7 % от всей численности населения находилось на момент переписи населения за чертой бедности, при этом 4,9 % из них были моложе 18 лет и 4,8 % — в возрасте 65 лет и старше.